# Cécile de Normandie

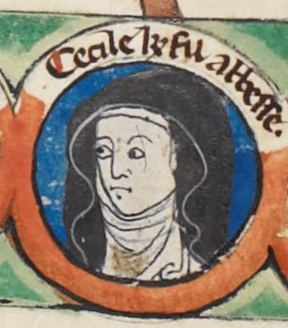

Cécile de Normandie (* um 1054; † 30. Juli 1126) war wahrscheinlich die älteste Tochter von Wilhelm dem Eroberer und Mathilde von Flandern. Sie wurde in jungen Jahren der Frauenabtei Ste-Trinité in Caen übergeben, einer Gründung ihrer Eltern. Dort war sie seit 1112 bis zu ihrem Tode Äbtissin.